# 커튼월

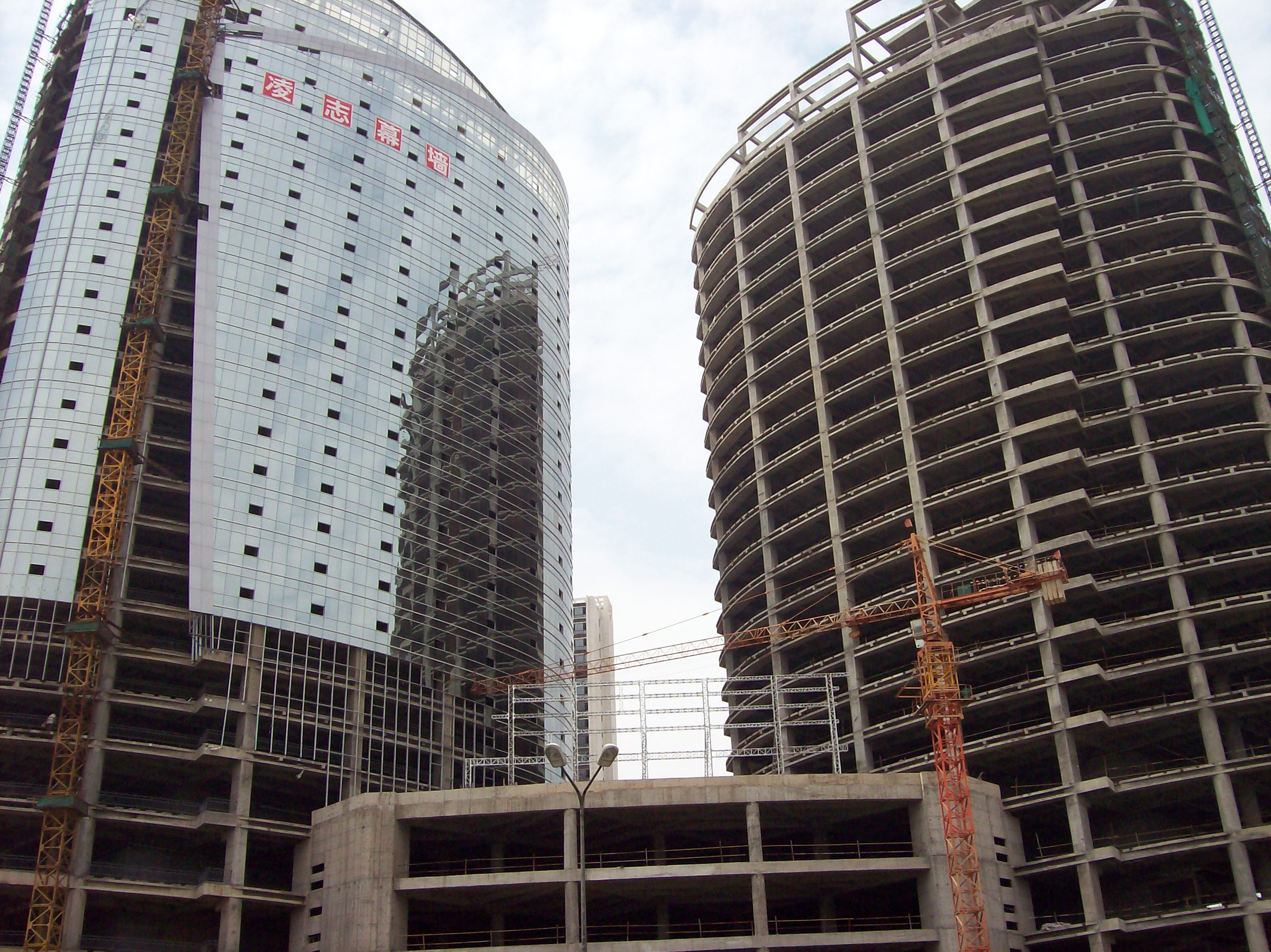
중국 우한의 공사중인 빌딩의 모습. 건물 구조와 분리된 유리 커튼월의 모습이 잘 드러나 있다.

커튼월(curtain wall)은 건물의 하중을 모두 기둥, 들보, 바닥, 지붕으로 지탱하고, 외벽은 하중을 부담하지 않은 채 마치 커튼을 치듯 건축자재를 돌려쳐 외벽으로 삼는 건축 양식이다.
커튼월 시스템은 외벽이 없는 건물들에 사용되는 외벽 처리 기법으로, 건물에 있는 사람들을 날씨로부터 막아주기 위해 활용되었다. 커튼월은 대체로 비구조적인 형태이기 때문에 가벼운 재료들로 만들수 있고 그로 인해 건설 비용을 절감할 수 있다. 유리가 커튼월로써 사용되었을때의 장점은 자연광이 건물 내부로 더 깊숙이 침투할 수 있다는 것이다. 커튼 벽 외관은 자체 하중 중량 이외에는 건물로부터 구조적 하중을 받지 않는다. 또한 건물의 바닥이나 기둥들 간의 연결을 통해 건물에 입사하는 횡방향 풍하중을 주요 구조물에 전달한다. 즉, 커튼월은 외부 환경(바람, 비, 눈 등)의 침투를 막고, 지진과 바람에 의해 건물에 가해지는 흔들림을 흡수하고, 풍하중을 견디고, 자체 하중을 지지하기 위해 고안된 외벽 처리 기법인 것이다.
초기에는 커튼월 시스템이 강철 프레임으로 만들어졌지만, 현재는 일반적으로 알루미늄 프레임으로 제작된다. 보통 이 알루미늄 프레임은 유리로 채워지는데, 이는 위에서 언급한 채광과 같은 이점 뿐만 아니라 건축학적으로도 쾌적한 건물을 제공한다. 하지만, 복사열은 물론 빛으로 인한 눈부심과 같은 효과들은 많은 양의 유리를 사용하면 통제하기가 힘들어진다는 단점 또한 존재한다. 이외의 커튼월 재료로는 돌 베니어, 금속판, 루버, 그리고 통제 가능한 창문이나 환기구 등이 있다.
커튼월은 열 팽창 및 수축, 흔들림과 움직임, 물 순환 구조, 건물의 효율적인 냉난방, 그리고 건물의 조명과 같은 설계 요건을 고려하여 다중층으로 설계된 스토어프론트 시스템과는 다르다.